# Brettenham, Suffolk
Brettenham är en ort och civil parish i Storbritannien. Den ligger i grevskapet Suffolk och riksdelen England, i den sydöstra delen av landet, 100 km nordost om huvudstaden London. Brettenham ligger 95 meter över havet och antalet invånare är 270. Orten har en kyrka. och räknas som by (village).
Brettenham civil parish ligger i distriktet Babergh och hade 243 invånare år 2001.
Terrängen runt Brettenham är huvudsakligen platt. Brettenham ligger uppe på en höjd. Runt Brettenham är det ganska tätbefolkat, med 120 invånare per kvadratkilometer. Närmaste större samhälle är Bury St Edmunds, 15,9 km nordväst om Brettenham. Trakten runt Brettenham består till största delen av jordbruksmark.
Kustklimat råder i trakten. Årsmedeltemperaturen i trakten är 9 °C. Den varmaste månaden är juli, då medeltemperaturen är 18 °C, och den kallaste är januari, med 0 °C.